# Burujón
Burujón – gmina w Hiszpanii, w prowincji Toledo, w Kastylii-La Mancha, o powierzchni 35,45 km². W 2011 roku gmina liczyła 1446 mieszkańców.